# Badis ibn Habus

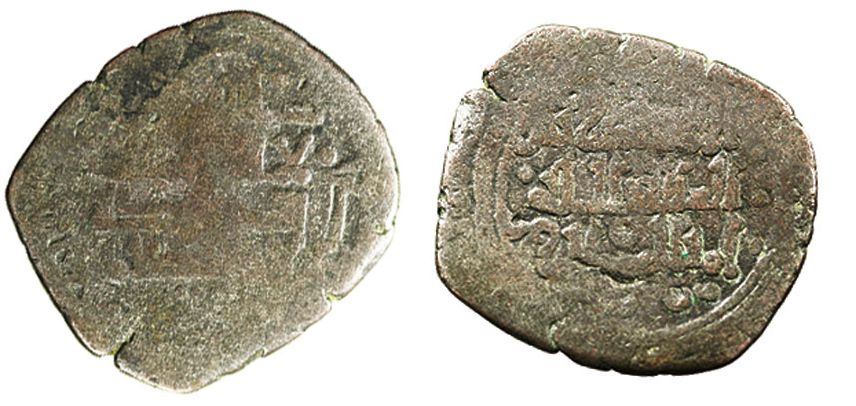
Moneta coniata durante il regno di Bādīs ibn Ḥabūs.

Bādīs ibn Ḥabūs al-Ṣanhājī (in arabo باديس بن حبوس الصنهاجي‎?; ... – 1073), fu un sultano ziride della Ta'ifa di Granada in al-Andalus (Spagna islamica) dal 1038 al 1073.

## Biografia
Salì al trono della Ta'ifa di Granada dopo la morte del padre Ḥabūs ibn Māksan. Dovette far fronte a una cospirazione guidata da una parte della corte granadina, atta a mettere sul trono il cugino Yiddir ibn Hubasa. Il complotto venne sventato dal suo visir ebreo Samuel ibn Naghrela, che rafforzò la sua posizione nella Ta'ifa. 
Nel 1038, a seguito della guerra con Zuhayr, il re della Ta'ifa di Almería, riuscì ad annettere la Ta'ifa rivale e, l'anno successivo, riuscì a frenare le ambizioni espansionistiche della re della Ta'ifa di Siviglia, Muḥammad ibn ʿAbbād, sconfiggendolo ad Écija, grazie all'alleanza con la Ta'ifa di Malaga e quella di Badajoz.
Nel 1057 sconfisse e annesse la Ta'ifa di Malaga, nominandone governatore il figlio primogenito Buluggīn ibn Bādīs, che non succedette mai al padre perché morì avvelenato nel 1064, probabilmente da Joseph ibn Naghrela che era succeduto al padre Samuel nella carica di visir. Venne nominato nuovo erede al trono il secondogenito Māksan ibn Bādīs, ma il visir Joseph complottò anche contro Māksan, che fu mandato in esilio a Jaén, dove fondò un regno indipendente.
Joseph iniziò a tramare contro Bādīs ibn Ḥabūs, stipulando un accordo con il re della Ta'ifa di Almería, Muḥammad ibn Maʿn. La notizia della cospirazione si diffuse tra la popolazione di Granada e fece scoppiare il massacro di Granada del dicembre del 1066, in cui furono massacrati il visir Joseph ibn Naghrela e la maggior parte della popolazione ebraica della città.
Bādīs ibn Ḥabūs morì nel 1073 e gli succedette al trono il nipote ʿAbd Allāh ibn Buluggīn.